# Lincoln County, Missouri
Lincoln County är ett administrativt område i delstaten Missouri, USA, med 52 566 invånare. Den administrativa huvudorten (county seat) är Troy.

## Geografi
Enligt United States Census Bureau har countyt en total area på 1 659 km². 1 633 km² av den arean är land och 26 km² är vatten.

### Angränsande countyn
- Pike County - nord
- Calhoun County, Illinois - öst
- Saint Charles County - sydost
- Warren County - sydväst
- Montgomery County - väst

### Orter
- Elsberry
- Foley
- Hawk Point
- Moscow Mills
- Old Monroe
- Troy (huvudort)
- Winfield